# Al-Naseriyah
Al-Naseriyah (tiếng Ả Rập: الناصرية) là một ngôi làng của Syria ở quận Al-Qutayfah của Tỉnh bang Dimashq. Theo Cục Thống kê Trung ương Syria (CBS), Al-Naseriyah có dân số 4.827 trong cuộc điều tra dân số năm 2004.